# Vulkaner i Nicaragua

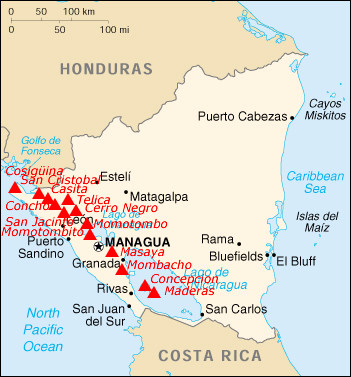
Nicaraguas viktigaste vulkaner.

Det finns flera både aktiva och utslocknade vulkaner i Nicaragua. Samtliga aktiva vulkaner ligger längs ett smalt radband parallellt med Stillahavskusten, från nordväst till sydost. 
Längst i nordväst ligger Cosigüina, vars utbrott den 20 januari 1835 var det tredje kraftigaste vulkanutbrottet i historisk tid, endast överträffat av Krakatoa 1883 och Novarupta 1912. Explosionen kunde höras på över 1 000 kilometers avstånd.
Landets högsta vulkan är San Cristóbal som reser sig 1 745 meter över havet. Den ligger i vulkankedjan Los Maribios som består av totalt 14 vulkaner. 
Landets yngsta och även en av världens yngsta vulkaner är Cerro Negro, som föddes den 13 april 1850. Det är en mycket populär vulkan, då den svarta askan gör att man kan surfa ner för denna. Lift saknas dock vilket innebär att man själv måste bära surfingbrädan upp till toppen. 
Masayavulkanen är också en populär turistattraktion. En väg går upp till toppen varifrån man kan se ner i den glödheta lavan.
En vulkan som allmänt anses vara en av de vackraste vulkanerna är den utslocknade kalderavulkanen Apoyo, som har en mycket stor kratersjö.
Längs i sydost ligger tvillingvulkanerna Concepción och Maderas som reser sig mäktigt upp ur Nicaraguasjöns vatten där de bildar den gemensamma ön Ometepe.

## Galleri
|  |  |  |
|  |  |  |
|  |  |  |

## Lista över Nicaraguas vulkaner[2][3]
| Bild | Namn               | Höjd m.ö.h. | Typ          | Vulkan- område               | Läge                                      | Departement    | Senaste utbrott |
| ---- | ------------------ | ----------- | ------------ | ---------------------------- | ----------------------------------------- | -------------- | --------------- |
|      | Apoyeque           | 518         | Sköldvulkan  | Chiltepe                     | 12°14′31″N 86°20′31″V / 12.242°N 86.342°V | Managua        | 50 f.Kr.        |
|      | Apoyo              | 600         | Kaldera      | Masaya                       | 11°55′26″N 86°01′59″V / 11.924°N 86.033°V | Masaya Granada | utslocknad      |
|      | Casita             | 1405        | Stratovulkan | Los Maribios (San Cristóbal) | 12°41′49″N 86°57′43″V / 12.697°N 86.962°V | Chinandega     |                 |
|      | Cerro Asososca     | 818         | Stratovulkan | Los Maribios (Las Pilas)     | 12°27′11″N 86°40′34″V / 12.453°N 86.676°V | León           |                 |
|      | Cerro el Ciguatepe | 603         | Stratovulkan | ..                           | 12°31′48″N 86°08′31″V / 12.53°N 86.142°V  | Managua        | utslocknad      |
|      | Cerro Negro        | 728         | Askkägla     | Los Maribios (Las Pilas)     | 12°30′22″N 86°42′07″V / 12.506°N 86.702°V | León           | 1999            |
|      | Chonco             | 1105        | Stratovulkan | Los Maribios (San Cristóbal) | 12°42′14″N 87°03′00″V / 12.704°N 87.050°V | Chinandega     |                 |
|      | Concepción         | 1610        | Stratovulkan | Ometepe                      | 11°32′17″N 85°37′19″V / 11.538°N 85.622°V | Rivas          | 2011            |
|      | Cosigüina          | 872         | Stratovulkan | Cosigüina                    | 12°59′N 87°34′V / 12.98°N 87.57°V         | Chinandega     | 1859            |
|      | El Hoyo            | 1050        | Stratovulkan | Los Maribios (Las Pilas)     | 12°29′20″N 86°40′05″V / 12.489°N 86.668°V | León           |                 |
|      | Estelí             | 899         | Sprickvulkan | ..                           | 13°10′N 86°24′V / 13.17°N 86.40°V         | Estelí         | utslocknad      |
|      | Granada            | 300         | Sprickvulkan | Masaya                       | 11°55′N 85°59′V / 11.92°N 85.98°V         | Granada        | utslocknad      |
|      | Las Lajas          | 926         | Sköldvulkan  | ..                           | 12°18′N 85°44′V / 12.30°N 85.73°V         | Boaco          | utslocknad      |
|      | Las Pilas          | 1088        | Komplex      | Los Maribios (Las Pilas)     | 12°29′42″N 86°41′17″V / 12.495°N 86.688°V | León           | 1954            |
|      | Maderas            | 1394        | Stratovulkan | Ometepe                      | 11°26′46″N 85°30′54″V / 11.446°N 85.515°V | Rivas          | utslocknad      |
|      | Masaya             | 635         | Kaldera      | Masaya                       | 11°59′02″N 86°09′40″V / 11.984°N 86.161°V | Masaya         | 2021            |
|      | Mombacho           | 1344        | Stratovulkan | Masaya                       | 11°51′43″N 85°58′05″V / 11.862°N 85.968°V | Granada        | utslocknad      |
|      | Momotombito        | 389         | Konvulkan    | Los Maribios (Momotombo)     | 12°21′04″N 86°28′26″V / 12.351°N 86.474°V | León           |                 |
|      | Momotombo          | 1297        | Stratovulkan | Los Maribios (Momotombo)     | 12°25′19″N 86°32′24″V / 12.422°N 86.540°V | León           | 2016            |
|      | Moyotepe           | 917         | Stratovulkan | Los Maribios (San Cristóbal) | 12°44′31″N 86°59′06″V / 12.742°N 86.985°V | Chinandega     |                 |
|      | Nejapa-Miraflores  | 360         | Sprickvulkan | Nejapa                       | 12°07′N 86°19′V / 12.12°N 86.32°V         | Managua        | 1060            |
|      | Rota               | 832         | Stratovulkan | Los Maribios (Las Pilas)     | 12°33′N 86°45′V / 12.55°N 86.75°V         | León           | utslocknad      |
|      | San Cristóbal      | 1745        | Stratovulkan | Los Maribios (San Cristóbal) | 12°42′07″N 87°00′14″V / 12.702°N 87.004°V | Chinandega     | 2023            |
|      | Santa Clara        | 844         | Stratovulkan | Los Maribios (Telica)        | 12°34′55″N 86°48′50″V / 12.582°N 86.814°V | León           |                 |
|      | Telica             | 1061        | Stratovulkan | Los Maribios (Telica)        | 12°36′07″N 86°50′42″V / 12.602°N 86.845°V | León           | 2022            |
|      | Volcán Azul        | 201         | Askkägla     | ..                           | 12°32′N 83°52′V / 12.53°N 83.87°V         | Caribe Sur     | utslocknad      |
|      | Zapatera           | 629         | Sköldvulkan  | Masaya                       | 11°44′N 85°49′V / 11.73°N 85.82°V         | Granada        | utslocknad      |